# ジョージ・パーシー (第5代ノーサンバーランド公爵)

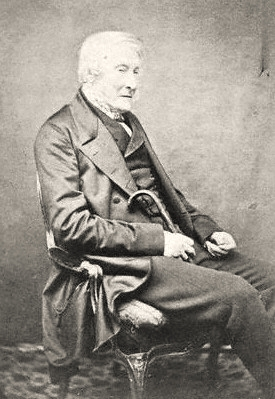
第5代ノーサンバーランド公爵のカルト・ド・ヴィジット（名刺版写真）、1860年ごろ。

第5代ノーサンバーランド公爵ジョージ・パーシー（George Percy, 5th Duke of Northumberland PC、1778年6月22日 – 1867年8月21日）は、イギリスの貴族、政治家。1799年の補欠選挙を皮切りに、父の懐中選挙区にて30年以上無投票で庶民院議員に当選し続け、第2次ピール内閣期の1842年から1846年まで国王親衛隊隊長を務めた。1790年から1830年までロヴェイン卿の儀礼称号を使用した。

## 生涯

### 生い立ち
初代ビヴァリー伯爵アルジャーノン・パーシーと妻イザベラ・スザンナ（1750年12月19日 – 1812年1月24日、ピーター・バレルの娘）の長男として、1778年6月22日に生まれ、7月14日にセント・メリルボーンで洗礼を受けた。1789年から1795年までイートン・カレッジで教育を受けた後、1797年1月28日にケンブリッジ大学セント・ジョンズ・カレッジに入学、1799年にM.A.の学位を修得した。

### 庶民院議員として
1799年に成人すると、ロヴェイン卿の父は即座にロヴェインのために庶民院の議席を手配した。この議席とは父の懐中選挙区であるビア・アルストン選挙区であり、父が選挙区を完全に掌握していたため、現職のサー・ジョン・ミットフォードを退けてロヴェイン卿を1799年7月の補欠選挙で（無投票で）当選させた。以降1802年、1806年、1807年、1812年、1818年、1820年、1826年、1830年、合計8回の総選挙において無投票で再選した。
庶民院では父と同じく小ピットを支持し、1801年に成立したアディントン内閣にも初期は支持を与えた。1802年にフランスとのアミアンの和約が締結されるとフランスを訪れ、帰国後は野党に転じて小ピットとともに内閣を攻撃した。
1803年3月24日には庶民院で事務ミスを起こした。このとき、オークハンプトン選挙区の選挙申立を審議する委員会が設立され、委員が抽選で選ばれることになった。ロヴェイン卿は委員に選ばれたが、自分の名前が委員リストから削除されたと勘違いして議場から退出してしまった。ロヴェイン卿の捜索に時間がかかったが、最終的には議長チャールズ・アボットの前に引っ張り出され、叱責を受けた。
1804年に第2次小ピット内閣が成立すると、同年5月に下級大蔵卿（Lord of Treasury）に就任した。1806年1月に小ピットが死去すると、同年2月に下級大蔵卿を退任した。また小ピットの死に伴うケンブリッジ大学選挙区の補欠選挙への出馬を一時検討したという。続く挙国人材内閣に採決で反対し、演説でも陸軍改革案に反対した。1807年3月に首相ウィリアム・グレンヴィルが野党のジョージ・カニングと交渉したとき、カニングは自身の派閥の1人としてロヴェイン卿を挙げた。
1807年に第2次ポートランド公爵内閣が成立すると、1807年4月にインド庁委員に就任した。1808年8月に志願兵として半島戦争に参戦したが、初代オークランド男爵ウィリアム・イーデンに手厳しく批判された。オークランド男爵によれば、ロヴェイン卿は（正規な）兵士ではないうえ、家に妊娠中の若い妻と幼い子供3人がいる、父がフランスで投獄されている最中、代理の家長であるという状況にもかかわらず家を空けたという。
1809年にカニングが決闘事件により閣僚を辞任すると、ロヴェイン卿はカニングの行動が「派閥が望むものではない」として留任を選択した。一方で、パーシヴァル内閣で第3代パーマストン子爵ヘンリー・ジョン・テンプルが戦時大臣に任命されたことを自身への軽視として首相スペンサー・パーシヴァルに訴えた。パーシヴァルはロヴェイン卿がインド庁委員を辞任しないようなだめたが、ロヴェイン卿が官職就任を申請せず、議会で活発に活動している状況でもないのでは候補として考慮されないのが当然であるとした。
1812年3月にヘンリー・アディントン入閣の報せを聞くと辞任を申し出て、パーシヴァルの説得を受けて撤回したが、その2か月後にパーシヴァルが死去、リヴァプール伯爵が首相に就任すると、ロヴェイン卿は5月21日までに辞任した。カニングが入閣しなかったこともあり、ロヴェイン卿はリヴァプール伯爵内閣を積極的に支持しなかったが、一方でホイッグ党のように野党に回ることもしなかった。1814年にフランスを訪れ、同年6月に帰国した後に郵政長官への就任を申請したが、リヴァプール伯爵は庶民院議員と兼任できないとして却下した。
カニングが内閣と和解したことで、1815年ごろより内閣を支持するようになったが、1818年から1820年までは投票の記録がなく、『英国議会史』はロヴェイン卿が議会活動に次第に飽きたと推測した。1821年に内閣を支持する投票記録があり、同年3月に国王ジョージ4世の寝室侍従（Lord of the Bedchamber）に任命された後はしばらく内閣を支持して投票したが、休養も多くなり、1824年にはスパでインド庁長官チャールズ・ウィリアム＝ウィンに会い、1830年冬をイタリアで過ごした。庶民院では1826年以降の投票記録がまったくなく、1830年10月8日にフィレンツェから送った首相ウェリントン公爵への手紙では次期総選挙で自身の議席をウェリントンの指名する人物に譲ることを父から許可されたと述べた。そのわずか2週間後の1830年10月21日に父が死去すると、ビヴァリー伯爵位を継承して、庶民院から貴族院に移籍した。同年12月に寝室侍従を退任した。

### 伯爵位の継承以降
1834年に第1次ピール内閣が成立すると、首相ロバート・ピールはビヴァリー伯爵を再び王室家政部門で起用することを検討したが、実現しなかった。その後、第2次ピール内閣において、1842年1月15日に枢密顧問官および国王親衛隊隊長に任命された。1846年に穀物法廃止に反対して辞任しようとし、説得を受けて撤回したが、結局内閣が倒れたことで1846年7月に辞任した。
1842年7月4日、ケンブリッジ大学よりLL.D.の名誉学位を授与された。
1861年に大英博物館理事に就任、1867年に死去するまで務めた。
1865年2月12日に伯父の息子にあたる第4代ノーサンバーランド公爵アルジャーノン・パーシーが死去すると、ノーサンバーランド公爵位を継承した。
1867年8月21日にアニック・カースルで死去、30日にウェストミンスター寺院に埋葬された。長男と次男が夭折したため、三男アルジャーノン・ジョージが爵位を継承した。

## 家族
1801年6月22日、ルイーザ・ハーコート・ステュアート＝ウォートリー＝マッケンジー（Louisa Harcourt Stuart-Wortley-Mackenzie、1781年10月 – 1848年1月31日、ジェームズ・ステュアート＝ウォートリー＝マッケンジー閣下の娘）と結婚、5男4女をもうけた。
- ルイーザ（1802年9月26日 – 1883年12月23日[9]）
- アルジャーノン・ジェームズ（1803年10月2日 – 1805年5月19日[9]）
- マーガレット（1805年3月18日 – 1810年3月11日[9]）
- ヘンリー・アルジャーノン・ピット（1806年4月25日 – 1809年1月2日[9]）
- アリス・エミリー（1809年2月10日 – 1819年6月29日[9]）
- アルジャーノン・ジョージ（1810年5月20日 – 1899年1月2日） - 第6代ノーサンバーランド公爵[4]
- ジョスリン・ウィリアム（英語版）（1811年7月17日 – 1881年7月26日） - 1848年8月8日、マーガレット・デイヴィッドソン（Margaret Davidson、1885年6月20日没、サー・デイヴィッド・デイヴィッドソンの娘、サー・ロバート・グラント（英語版）の未亡人）と結婚、子供あり[9]
- マーガレット（1813年5月16日 – 1897年10月15日） - 1841年9月23日、第2代ハザートン男爵エドワード・リトルトン（英語版）と結婚、子供あり[10]
- ヘンリー・ヒュー・マンヴァース（英語版）（1817年8月22日 – 1877年12月3日） - 陸軍軍人[9]